# Estação Ferroviária de Ródão
A estação ferroviária de Ródão ou de Vila Velha de Ródão (nomes anteriormente grafados como "Villa" e "Rodam", este último por vezes erroneamente dado por "Rodão"):113] é uma gare ferroviária da Linha da Beira Baixa, que serve a localidade de Vila Velha de Ródão, no Distrito de Castelo Branco, em Portugal.

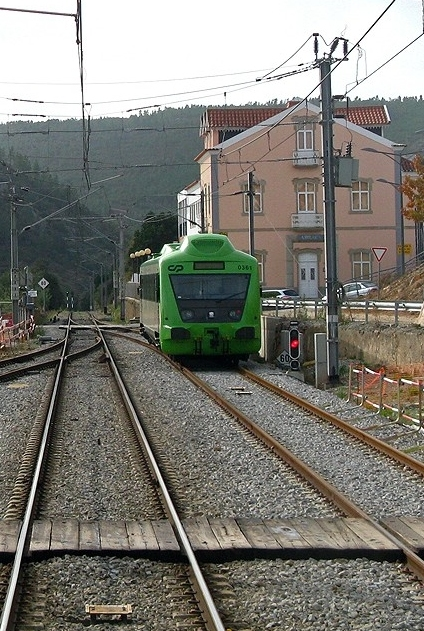
Automotora 0361 vista da estação de Ródão, em 2009.

## Descrição

### Localização e acessos
Esta interface situa-se junto à localidade de Vila Velha de Ródão, com acesso pela Rua da Estação.

### Infraestrutura
O edifício de passageiros situa-se do lado poente da via (lado esquerdo do sentido ascendente, para Guarda).
Esta interface apresenta quatro vias de circulação, eletrificadas em toda a sua extensão, identificadas como I, II, III, e IV, com 607, 576, 302, e 302 m de comprimento, respetivamente, e as duas primeiras acessíveis por plataforma com 210 m de comprimento e 685 mm de altura.
Insere-se na via nesta estação, centrado ao PK 63+89, o Ramal Ródão-Portucel, gerido pela Celtejo; tem tipologia «Linhas de Carga/Desc. Privado» (Ramal de Estação: instalação n. 14).
Situa-se junto a esta estação a substação de tração de Ródão, de serviço simples e contratada à I.P., que assegura aqui a eletrificação de parte da Linha da Beira Baixa, entre as zonas neutras de Belver e de Alcains; complementarmente existe também, ao PK 60+790, a zona neutra de Ródão que divide em duas partes, isolando-as, o referido troço da rede alimentado por esta subestação.

### Serviços
Em dados de 2023, esta interface é servida por comboios de passageiros da C.P. de tipo regional, com quatro circulações diárias em cada sentido, entre Entroncamento e Guarda, Castelo Branco, ou Covilhã, e de tipo intercidades, com três circulações diárias em cada sentido, entre Guarda e Lisboa.

## História

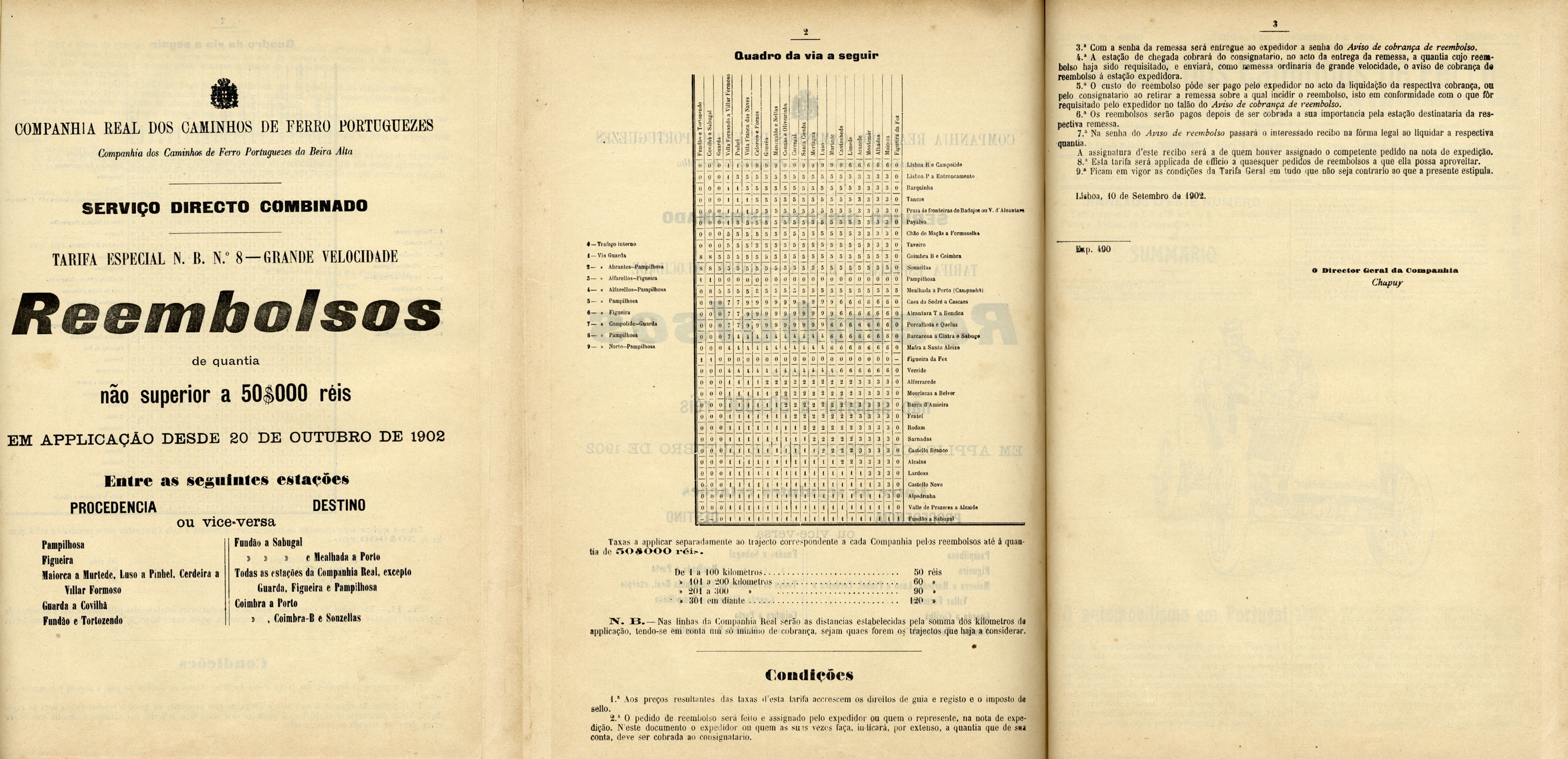
Anúncio de 1902 das Companhias Real e da Beira Alta, onde esta interface surge com a denominação original, Rodam.

### Inauguração
Esta interface encontra-se entre as Estações de Abrantes e Covilhã da Linha da Beira Baixa, tendo este troço começado a ser construído nos finais de 1885, e entrado em exploração no dia 6 de Setembro de 1891.

### Século XX
No ano de 1933, o edifício de passageiros desta estação sofreu obras de reparação e melhoramento.
Nominalmente adstrito a esta estação, existiu nas décadas de 1970-1980 o ramal particular Ródão-Zagope, ao PK 61+032, no enfiamento do sentido ascendente; em 2011 encontrava-se já encerrado.

### Século XXI
Em Janeiro de 2011, a Estação dispunha de quatro vias de circulação, com 607 a 302 m de comprimento; as duas plataformas tinham 187 e 201 m de extensão, e 90 e 45 cm de altura — valores mais tarde alterados para os atuais.